# Équipe de France d'Overwatch
 (juillet 2018).
 (juillet 2018).
L'Équipe de France d'Overwatch est l'équipe nationale représentant la France dans les compétitions internationales d'Overwatch.

## Création
L'Équipe de France d'Overwatch a été créé à l'occasion de la première coupe du monde annuelle d'Overwatch en 2016. Les joueurs de la première édition de cette discipline ont été sélectionnés via un vote des joueurs du jeu.

## Engouement et communication
En 2017, l'engouement suscité par l'Équipe de France d'Overwatch a été important. Par rapport aux autres nations, l'équipe française est la sélection la plus suivie sur Twitter et celle qui communique le plus sur les réseaux sociaux, notamment via le site web avecle6.fr.
En effet le 6 juillet 2017,  grâce à un tweet d'Avecle6, nous découvrons une lettre rédigée par Denis Masséglia, député de la cinquième circonscription de Maine-et-Loire, et Mounir Mahjoubi, Secrétaire d'État chargé du numérique, qui ont adressé leurs encouragements pour l'équipe de France.
De plus, lors de la Coupe du monde d'Overwatch 2018, l'Équipe de France d'Overwatch reçoit énormément de soutiens de sportifs de haut niveau comme le champion d’athlétisme Christophe Lemaitre, mais aussi du basketteur Fabien Causeur

## Résultats et sélections

### Coupe du monde 2016
Lors de la coupe du monde d'Overwatch de 2016, l'équipe de France est arrivée cinquième en perdant face à la Russie 2-1.

#### Sélection
Les équipes des joueurs sont celles dans lesquelles ils étaient pendant la coupe du monde.
| Pseudo    | Nom               | Position | Nationalité | Équipe            |
| --------- | ----------------- | -------- | ----------- | ----------------- |
| AlphaCast | Sébastien Ferez   | Flex     | France      |                   |
| Mickalow  | Mickaël Maruin    | DPS      | France      |                   |
| Kitty     | Riley Frost       | Support  | France      |                   |
| DeGuN     | Laurent Prinderre | DPS      | France      | melty eSport Club |
| Kryw      | Jonathan Nobre    | Tank     | France      | Misfits           |
| KnOxXx    | Jean-Louis Boyer  | Flex     | France      | Rogue             |

### Coupe du monde 2017
Lors de la coupe du monde d'Overwatch de 2017, l'équipe de France est arrivée quatrième.

#### Sélection
| Pseudo | Nom                | Position | Nationalité | Équipe |
| ------ | ------------------ | -------- | ----------- | ------ |
| aKm    | Dylan Bignet       | DPS      | France      | Rogue  |
| SoOn   | Terence Tarlier    | DPS      | France      | Rogue  |
| NiCO   | Nicolas Moret      | DPS      | France      | Rogue  |
| winz   | Michaël Bignet     | Support  | France      | Rogue  |
| uNKOE  | Benjamin Chevasson | Support  | France      | Rogue  |
| KnOxXx | Jean-Louis Boyer   | Tank     | France      | Rogue  |

### Coupe du monde 2018
Le premier match de cette sélection de l'Equipe de France d'Overwatch sera le 21 septembre 2018.

#### Sélection
| Pseudo  | Nom                 | Position | Nationalité | Équipe              |
| ------- | ------------------- | -------- | ----------- | ------------------- |
| aKm     | Dylan Bignet        | DPS      | France      | Dallas Fuel         |
| SoOn    | Terence Tarlier     | DPS      | France      | Los Angeles Valiant |
| NiCO    | Nicolas Moret       | Flex     | France      | Eagle Gaming        |
| winz    | Michaël Bignet      | Support  | France      |                     |
| uNKOE   | Benjamin Chevasson  | Support  | France      | Dallas Fuel         |
| BenBest | Benjamin Dieulafait | Tank     | France      |                     |
| Poko    | Gael Gouzerch       | Flex     | France      | Philadelphia Fusion |

### Coupe du monde 2019
Le premier match de cette sélection de l'Equipe de France d'Overwatch sera le 1er novembre 2019.

#### Sélection
| Pseudo  | Nom              | Position | Nationalité | Équipe                |
| ------- | ---------------- | -------- | ----------- | --------------------- |
| SoOn    | Terence Tarlier  | DPS      | France      | Paris Eternal         |
| Leaf    | Lucas Loison     | DPS      | France      | Team Gigantti         |
| Hqrdest | Jeremy Danton    | DPS      | France      | Revival               |
| Tek36   | Théo Guillebaud  | Tank     | France      | Samsung Morning Stars |
| Chubz   | Simon Vullo      | Tank     | France      | Samsung Morning Stars |
| FDGod   | Brice Monsçavoir | Support  | France      | Young and Beautiful   |
| Hyp     | Damien Souville  | Support  | France      | Paris Eternal         |

### Coupe du monde 2023
Le premier match de cette sélection de l'Equipe de France d'Overwatch sera le 22 juin 2023 (phase de qualification)
| Pseudo   | Nom                 | Position | Nationalité | Equipe                               |
| -------- | ------------------- | -------- | ----------- | ------------------------------------ |
| Pak      | Julien Henry        | DPS      | France      | Shu's Money Crew                     |
| Avo      | Killian Rosin       | DPS      | France      | Team Peps                            |
| NiCOgdh  | Nicolas Moret       | DPS      | France      |                                      |
| Poko     | Gael Gouzerch       | Tank     | France      | Seoul Infernal (créateur de contenu) |
| Benbest  | Benjamin Dieulafait | Tank     | France      | Washington Justice                   |
| FDGod    | Brice Monsçavoir    | Support  | France      | Washington Justice                   |
| Natlocks | Nathan Baguet       | Support  | France      | Team Peps                            |